# 黃其漢
黃其漢（？—？）為中國清朝武官官員，本籍浙江。武舉人出身的黃其漢於1826年（道光6年）奉旨接替趙裕福，於台灣地區擔任台灣北路協副將。而隸屬台灣鎮之下的此官職是台灣清治時期中的這階段，台南以北之台灣中南部及北部的駐地最高武官將領。
| 前任： 趙裕福 | 台灣北路協副將 1826年上任 | 繼任： 葉長春 |